# Toyota Avensis
Toyota Avensis – samochód osobowy klasy średniej produkowany przez japoński koncern motoryzacyjny Toyota Motor Corporation w latach 1997 - 2018.
Wbrew wcześniejszym doniesieniom o braku następcy Avensis została zastąpiona w połowie 2018 roku przez najnowsze, przewidziane tym razem także dla Europy ósme wcielenie modelu Camry.
Nazwa modelu została wzięta od francuskiego słowa avancer, które oznacza „awansować”.

## Pierwsza generacja (T22)

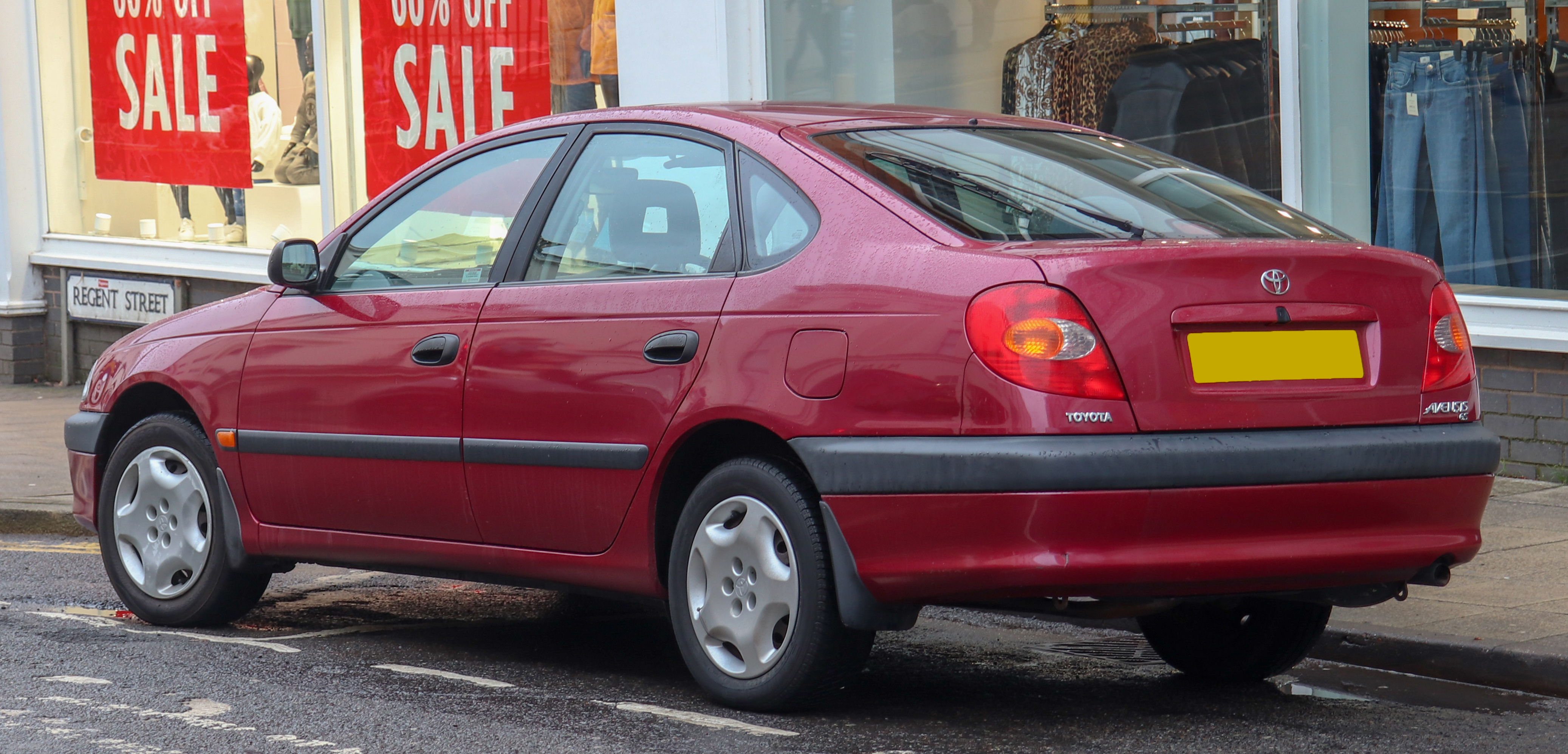
Toyota Avensis I liftback – tył

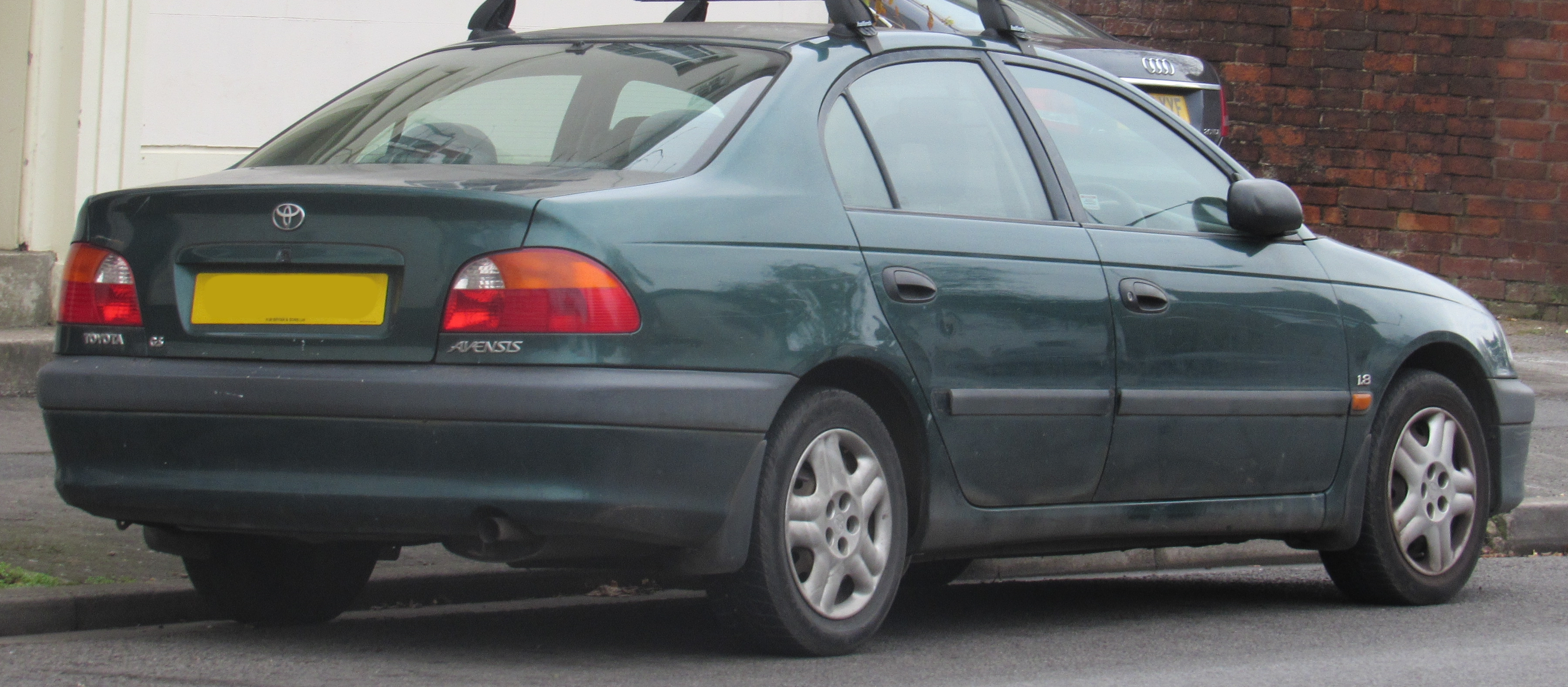
Toyota Avensis I sedan – tył

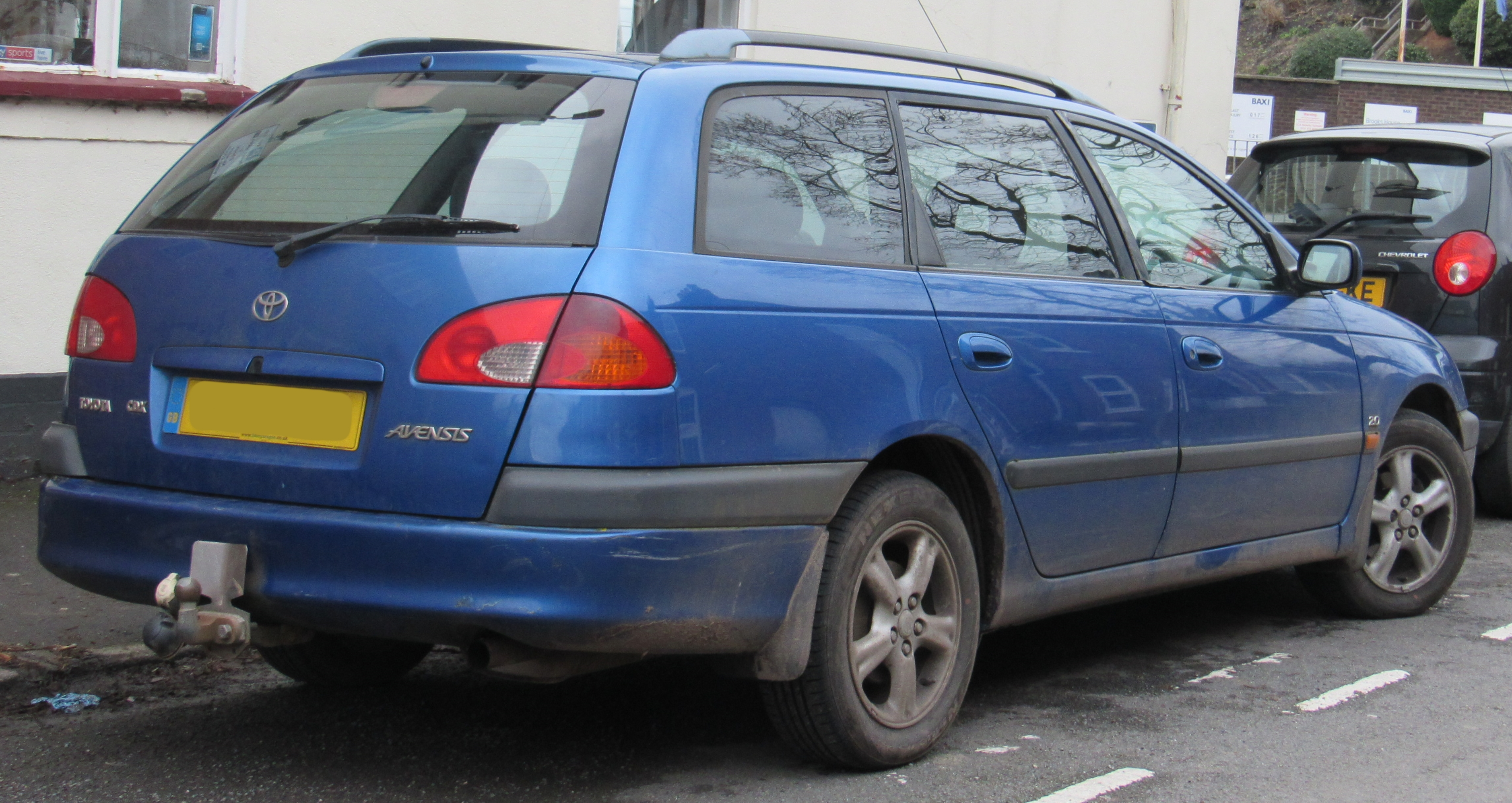
Toyota Avensis I kombi – tył

Toyota Avensis I została po raz pierwszy oficjalnie zaprezentowana w 1997 roku jako następca modelu Carina E.
Nadwozie pojazdu charakteryzowało się delikatnymi, stonowanymi liniami. W 2000 roku samochód przeszedł face lifting, w którym zmienione zostały tylne lampy, a w 2001 roku wprowadzono zbudowanego na bazie pojazdu minivana o nazwie Avensis Verso.
Wersja kombi pojazdu była sprzedawana w Japonii oraz części Azjatyckiej Rosji i Ameryki Południowej pod nazwą Caldina. Od oryginału model różnił się lekko podretuszowanym przodem.

### Silniki
Początkowo samochód występował wyłącznie z czterema silnikami benzynowymi: 1.6 o mocy 101 KM (silnik lean burn) lub 110 KM, 1.8 110 KM (silnik lean burn) i 2.0 129 KM oraz wysokoprężnym 2.0 o mocy 90 KM. Po face liftingu w 2000 roku gamę jednostek napędowych poszerzono o sportową wersję (2.0 TS) mającą bardziej agresywny wygląd. Podczas face liftingu do benzynowych silników 1.8 oraz 2.0 wprowadzono zmienne fazy rozrządu nazwane VVT-i, co spowodowało zwiększenie mocy jednostek oraz ich momentu obrotowego. Silnik 1.8 miał po zmianach 130 KM, natomiast 2.0 150 KM. Wprowadzono także nową jednostkę wysokoprężną typu common rail 2.0 D4D o mocy 110 KM. Pierwsze silniki D4D montowane były już w październiku 1999 roku.

### Wyposażenie
Standardowe wyposażenie pojazdu obejmowało 2 poduszki powietrzne oraz system ABS. Opcjonalnie pojazd wyposażony mógł być m.in. w system ESP, klimatyzację, elektryczne sterowanie szyb, elektryczne sterowanie lusterek, podgrzewane lusterka zewnętrzne oraz radioodtwarzacz

### Dane techniczne
| Silnik                | Pojemność skokowa [cm³] | Typ silnika        | Kod silnika        | Liczba cylindrów /zaworów | Moc maksymalna [KM] (KW) przy obr./min | Maks. moment obrotowy [Nm] przy obr./min | Przyśpieszenie 0-100 km/h [s] | Prędkość maksymalna [km/h] | Lata produkcji     |
| Silniki benzynowe:    | Silniki benzynowe:      | Silniki benzynowe: | Silniki benzynowe: | Silniki benzynowe:        | Silniki benzynowe:                     | Silniki benzynowe:                       | Silniki benzynowe:            | Silniki benzynowe:         | Silniki benzynowe: |
| --------------------- | ----------------------- | ------------------ | ------------------ | ------------------------- | -------------------------------------- | ---------------------------------------- | ----------------------------- | -------------------------- | ------------------ |
| 1.6                   | 1587                    | R4                 | 4A-FE              | 4/16                      | 101 (74)/ 5800                         | 136/ 4400                                | 12,1                          | 190                        | 10.1997–08.2000    |
| 1.6 VVT-i             | 1598                    | R4                 | 3ZZ-FE             | 4/16                      | 110 (81)/ 6000                         | 150/ 3800                                | 11,3                          | 195                        | 09.2000–01.2003    |
| 1.8                   | 1762                    | R4                 | 7A-FE              | 4/16                      | 110 (81)/ 5600                         | 155/ 2800                                | 11                            | 195                        | 10.1997–08.2000    |
| 1.8 VVT-i             | 1794                    | R4                 | 1ZZ-FE             | 4/16                      | 129 (95)/ 6000                         | 170/ 4200                                | 10                            | 200                        | 09.2000–01.2003    |
| 2.0                   | 1998                    | R4                 | 3S-FE              | 4/16                      | 128 (94)/ 5400                         | 178/ 4400                                | 9,3                           | 205                        | 10.1997–08.2000    |
| 2.0 D-4 VVT-i         | 1998                    | R4                 | 1AZ-FSE            | 4/16                      | 150 (110)/ 5700                        | 200/ 4000                                | 9,1                           | 205                        | 09.2000–01.2003    |
| Silniki wysokoprężne: |                         |                    |                    |                           |                                        |                                          |                               |                            |                    |
| 2.0 TD                | 1975                    | R4                 | 2C-TE              | 4/8                       | 90 (66)/ 4000                          | 203/ 2200                                | 12                            | 180                        | 10.1997–08.2000    |
| 2.0 D-4D              | 1995                    | R4                 | 1CD-FTV            | 4/16                      | 110 (81)/ 4000                         | 250/ 2000                                | 11,4                          | 195                        | 09.2000–01.2003    |

## Druga generacja (T25)

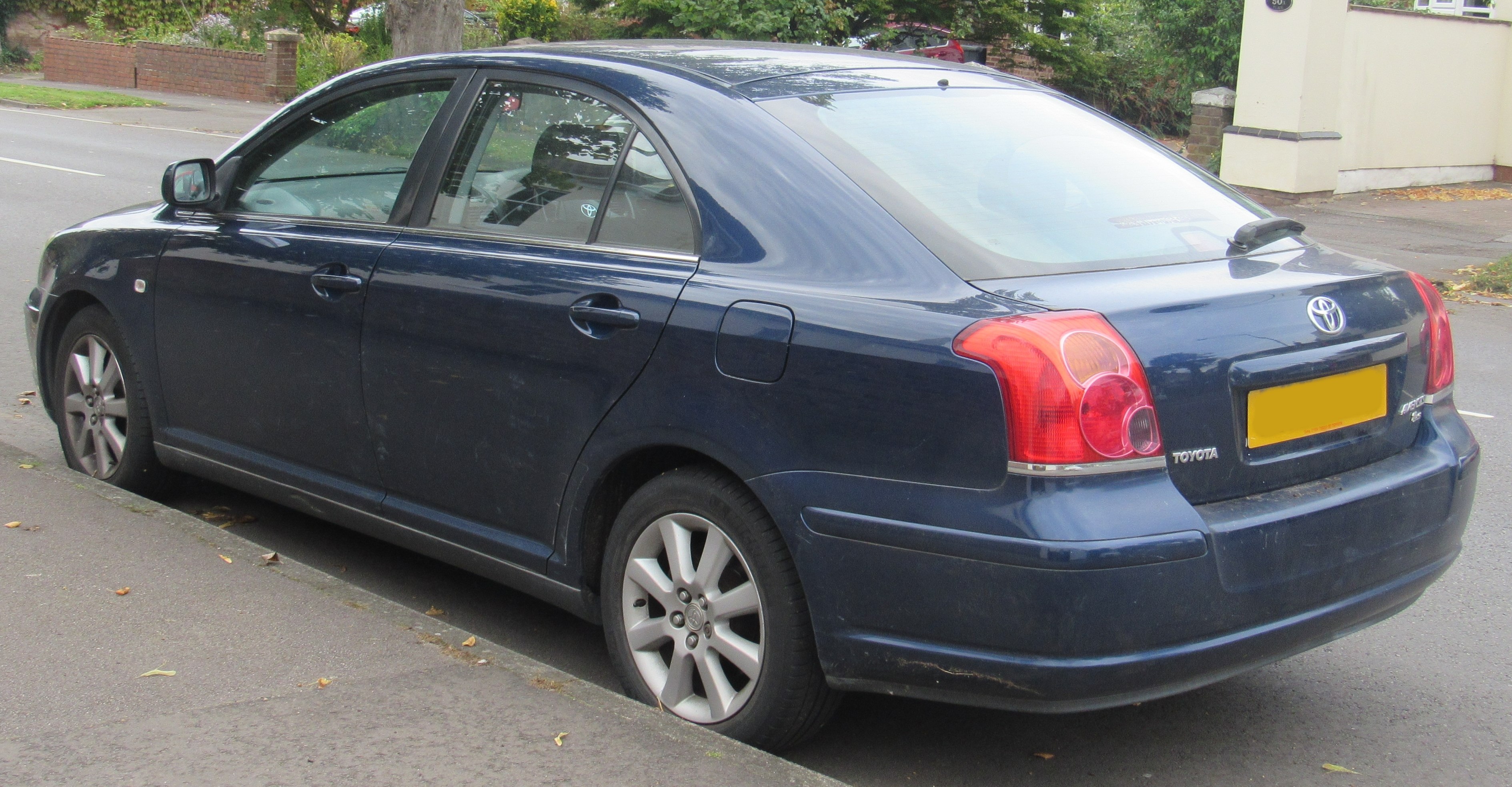
Toyota Avensis II – tył

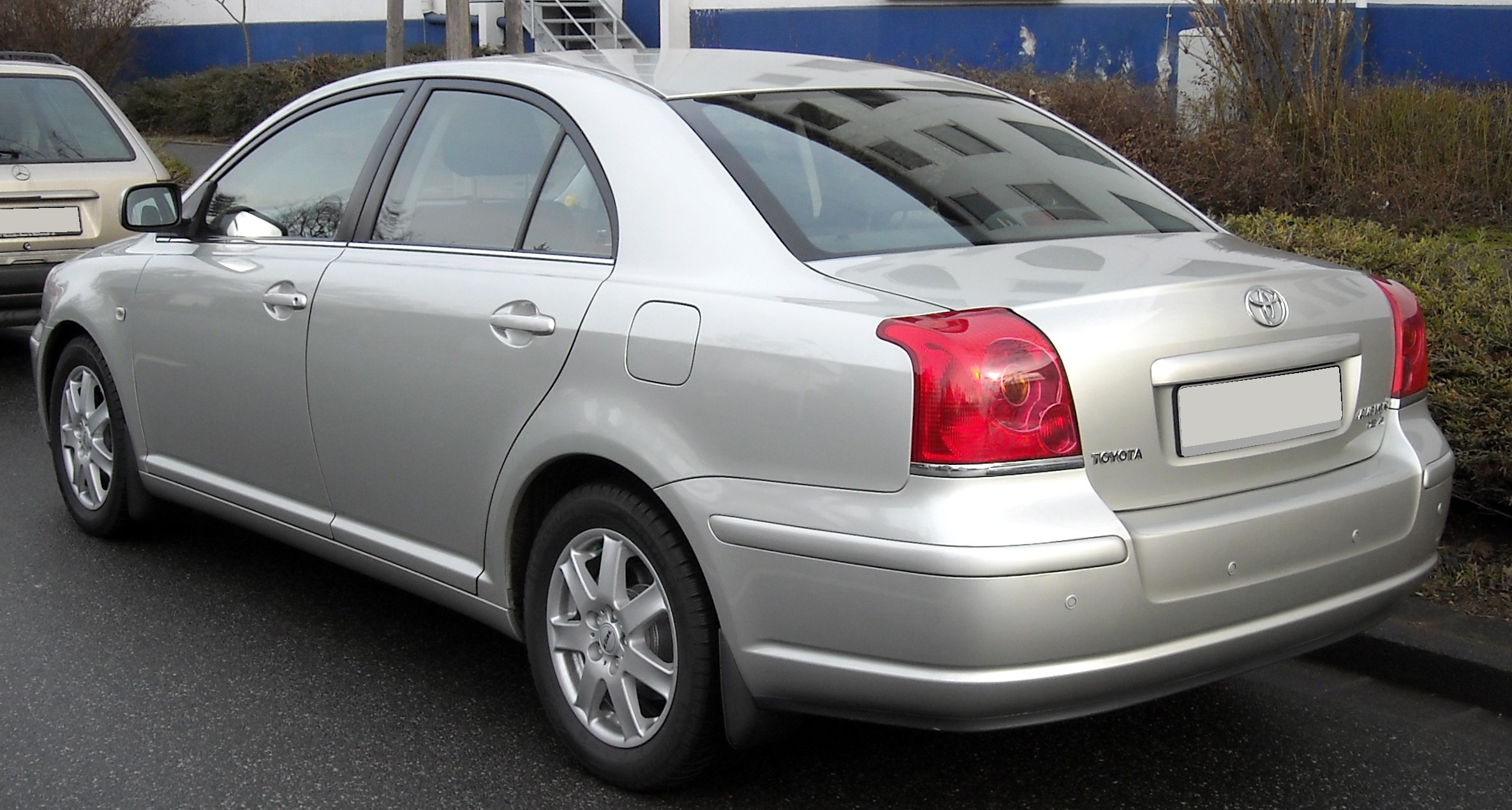
Toyota Avensis II sedan – tył

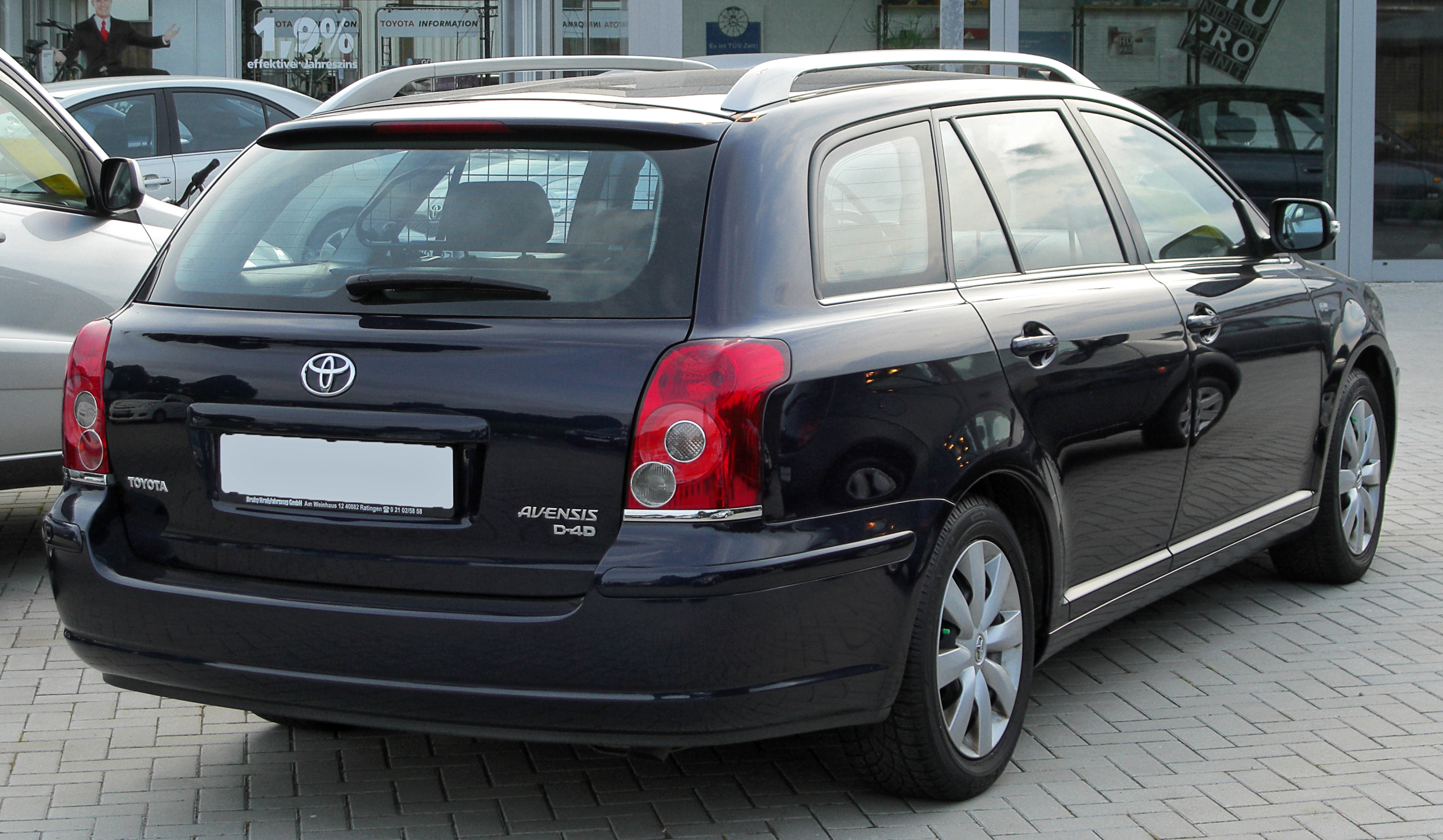
Toyota Avensis II kombi – tył

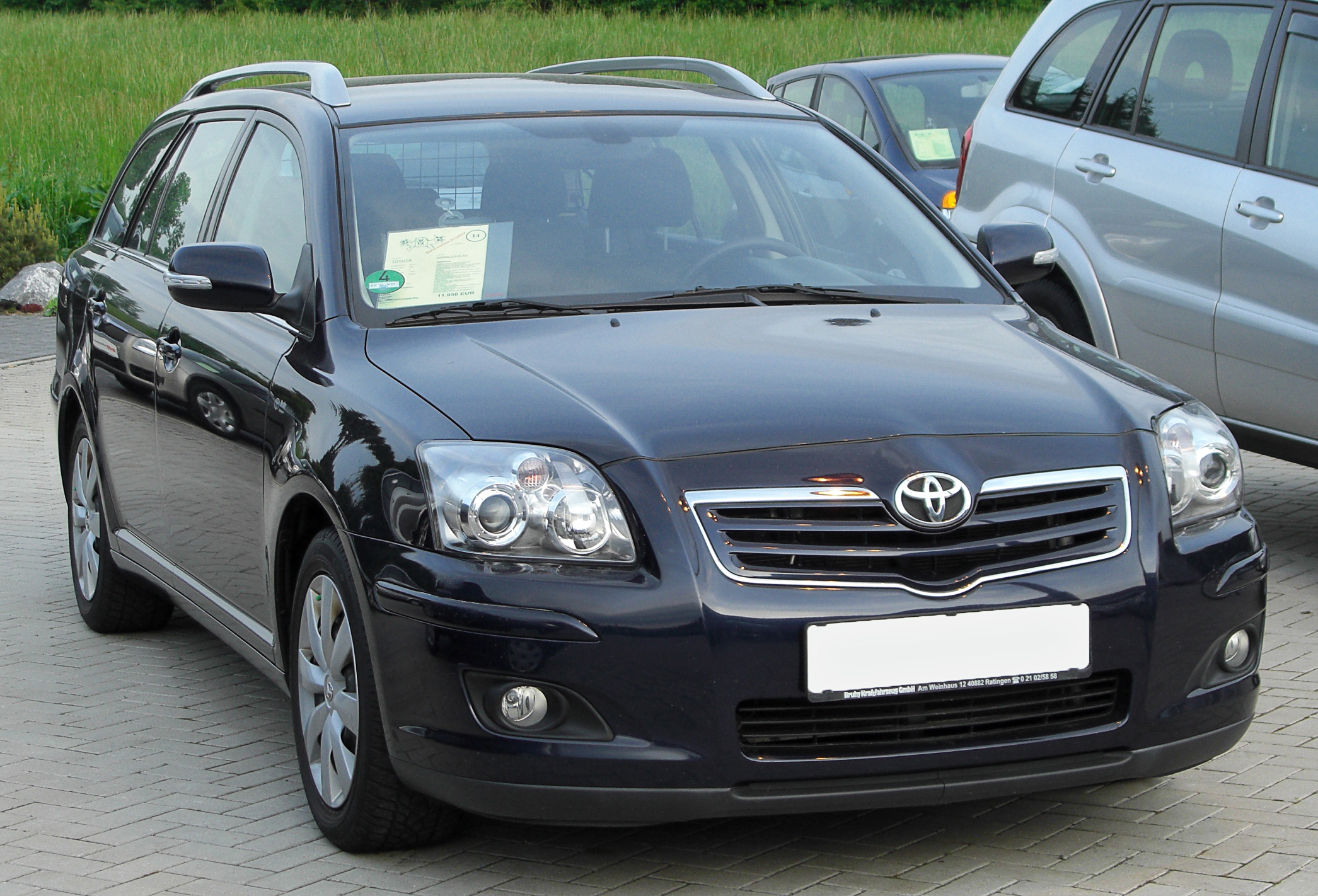
Toyota Avensis II po liftingu

Toyota Avensis II została po raz pierwszy zaprezentowana w 2003 roku.
Pojazd został zbudowany na zupełnie nowej płycie podłogowej, dzięki czemu otrzymał zupełnie nową stylistykę oraz wnętrze. Z pierwszej generacji pojazdu zaczerpnięte zostały jedynie jednostki napędowe, które wzbogacono o silnik benzynowy o pojemności 2,4 l pochodzący z modelu Camry oraz o turbodoładowany silnik wysokoprężny 2.2 D-4D.
We wrześniu 2006 roku przeprowadzono face lifting pojazdu. Zmiany obejmowały umiejscowienie kierunkowskazów na lusterkach bocznych, system audio odtwarzający MP3/WMA/ASL, nowy zderzak przedni oraz nową atrapę chłodnicy. Poza tym wstawione zostały nowe reflektory oraz nieco zmienione lampy tylne. Zaprezentowano także nowy silnik wysokoprężny D-CAT (D-4D Clean Advanced Technology) o pojemności 2,2 l i mocy 177 KM.

### Wersje wyposażeniowe
- Terra
- Prestige
- Sol
- Premium
- Executive

Standardowe wyposażenie pojazdu obejmuje m.in. 9 poduszek powietrznych, w tym poduszkę ochraniająca kolana kierowcy, umieszczona pod kolumna kierownicza,system ABS z EBD, system ESP oraz kontrolę trakcji i ręczną klimatyzację. Opcjonalnie pojazd wyposażony może być także m.in. w alufelgi, skórzane wykończenie deski rozdzielczej, skórzane fotele, nawigację satelitarną, czujniki parkowania, dwustrefową klimatyzację automatyczną, półautomatyczną skrzynię biegów ze sterowaniem z kierownicy oraz tempomat, a także reflektory ksenonowe i wielofunkcyjną kierownicę.

### Dane techniczne
| Wersja               | Silnik:                            | Układ zasilania:     | Średnica × skok tłoka: | St. sprężania:     | Moc maksymalna:                    | Maks. moment obrotowy           | 0-100 km/h:        | V-max:             |
| Silniki benzynowe:   | Silniki benzynowe:                 | Silniki benzynowe:   | Silniki benzynowe:     | Silniki benzynowe: | Silniki benzynowe:                 | Silniki benzynowe:              | Silniki benzynowe: | Silniki benzynowe: |
| -------------------- | ---------------------------------- | -------------------- | ---------------------- | ------------------ | ---------------------------------- | ------------------------------- | ------------------ | ------------------ |
| 1.6 VVT-i            | 3ZZ-FE, R4 1,6 l (1598 cm³), DOHC  | wtrysk wielopunktowy | 79,00 mm × 81,50 mm    | 10,5:1             | 110 KM (81 kW) przy 6000 obr./min  | 150 N•m przy 3800 obr./min      | 12,0 s             | 195 km/h           |
| 1.8 VVT-i            | 1ZZ-FE, R4 1,8 l (1794 cm³), DOHC  | wtrysk wielopunktowy | 79,00 mm × 91,50 mm    | 10,0:1             | 129 KM (95 kW) przy 6000 obr./min  | 170 N•m przy 4200 obr./min      | 10,3 s             | 205 km/h           |
| 2.0 VVT-i            | 1AZ-FSE, R4 2,0 l (1998 cm³), DOHC | wtrysk bezpośredni   | 86,00 mm × 86,00 mm    | 11,0:1             | 147 KM (108 kW) przy 5700 obr./min | 196 N•m przy 4000 obr./min      | 9,4 s              | 220 km/h           |
| 2.4 VVT-i            | 2AZ-FSE, R4 2,4 l (2362 cm³), DOHC | wtrysk bezpośredni   | 88,50 mm × 96,00 mm    | 11,0:1             | 163 KM (120 kW) przy 5800 obr./min | 230 N•m przy 3800 obr./min      | 9,0 s              | 220 km/h           |
| Silniki wysokoprężne |                                    |                      |                        |                    |                                    |                                 |                    |                    |
| 2.0 D-4D             | R4 2,0 l (1995 cm³), DOHC, turbo,  | wtrysk common rail   | 82,20 mm × 94,00 mm    | 18,6:1             | 116 KM (85 kW) przy 3600 obr./min  | 280 N•m przy 2000-2200 obr./min | 11,2 s             | 195 km/h           |
| 2.0 D-4D             | R4 2,0 l (1998 cm³), DOHC, turbo   | wtrysk common rail   | 86,00 mm × 86,00 mm    | 16,8:1             | 126 KM (93 kW) przy 3600 obr./min  | 300 N•m przy 2000-2800 obr./min | 10,6 s             | 200 km/h           |
| 2.2 D-4D             | R4 2,2 l (2231 cm³), DOHC, turbo   | wtrysk common rail   | 86,00 mm × 96,00 mm    | 16,8:1             | 150 KM (110 kW) przy 3600 obr./min | 310 N•m przy 2000-3200 obr./min | 9,3 s              | 210 km/h           |
| 2.2 D-CAT            | R4 2,2 l (2231 cm³), DOHC, turbo   | wtrysk common rail   | 86,00 mm × 96,00 mm    | 15,8:1             | 177 KM (130 kW) przy 3600 obr./min | 400 N•m przy 2000-2600 obr./min | 8,6 s              | 220 km/h           |

## Trzecia generacja (T27)

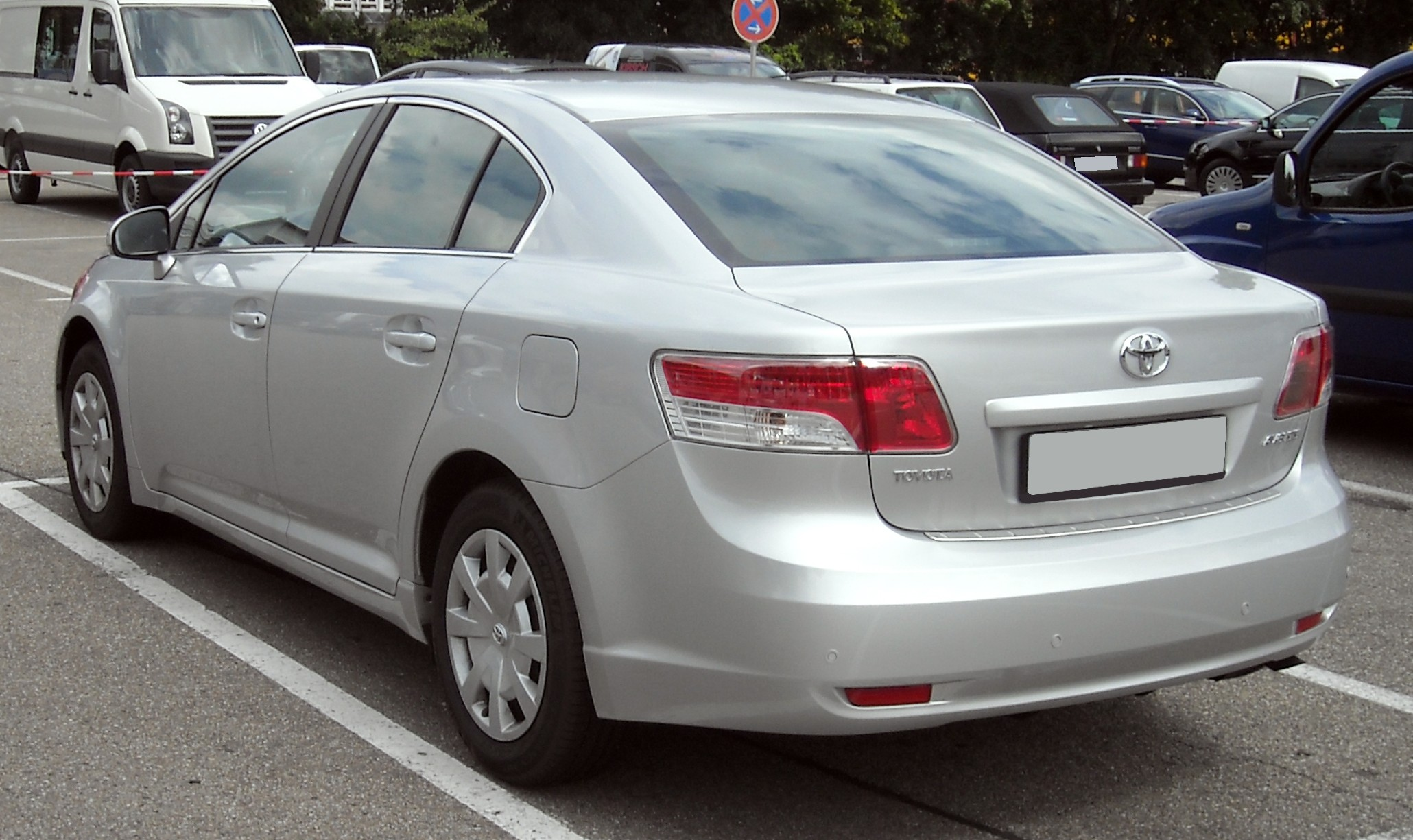
Toyota Avensis III – tył przed liftingiem

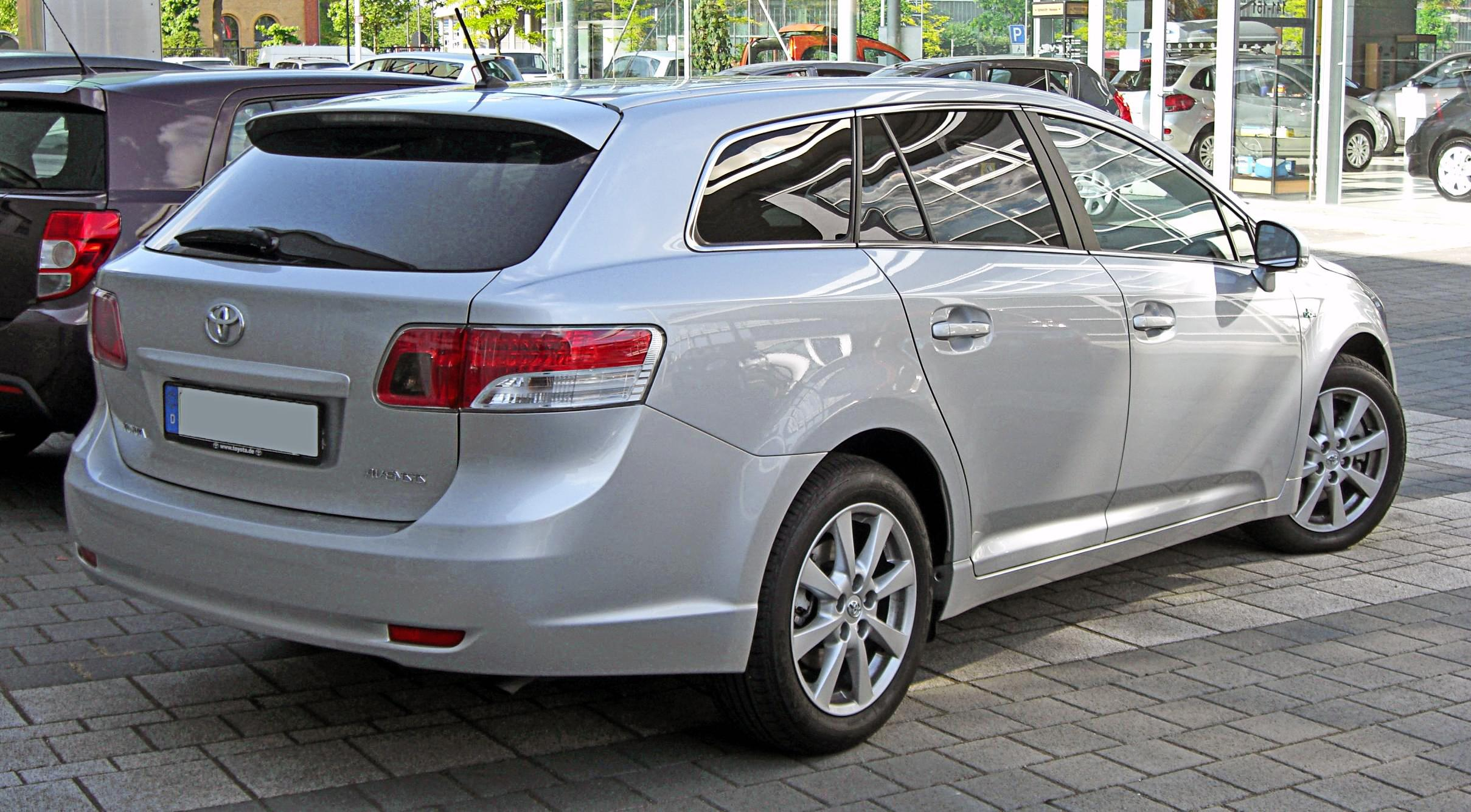
Toyota Avensis III kombi – tył przed liftingiem

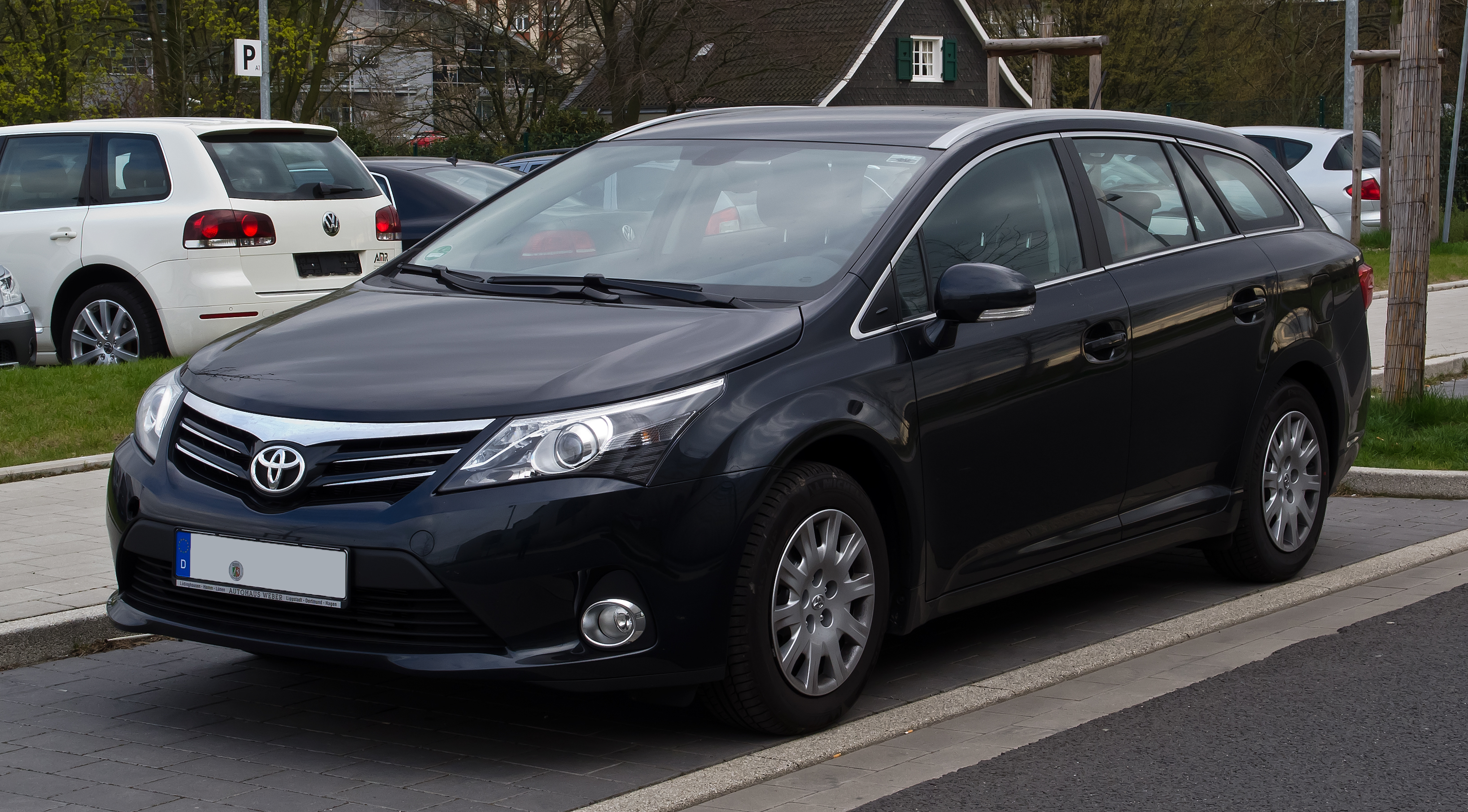
Toyota Avensis III po pierwszym liftingu

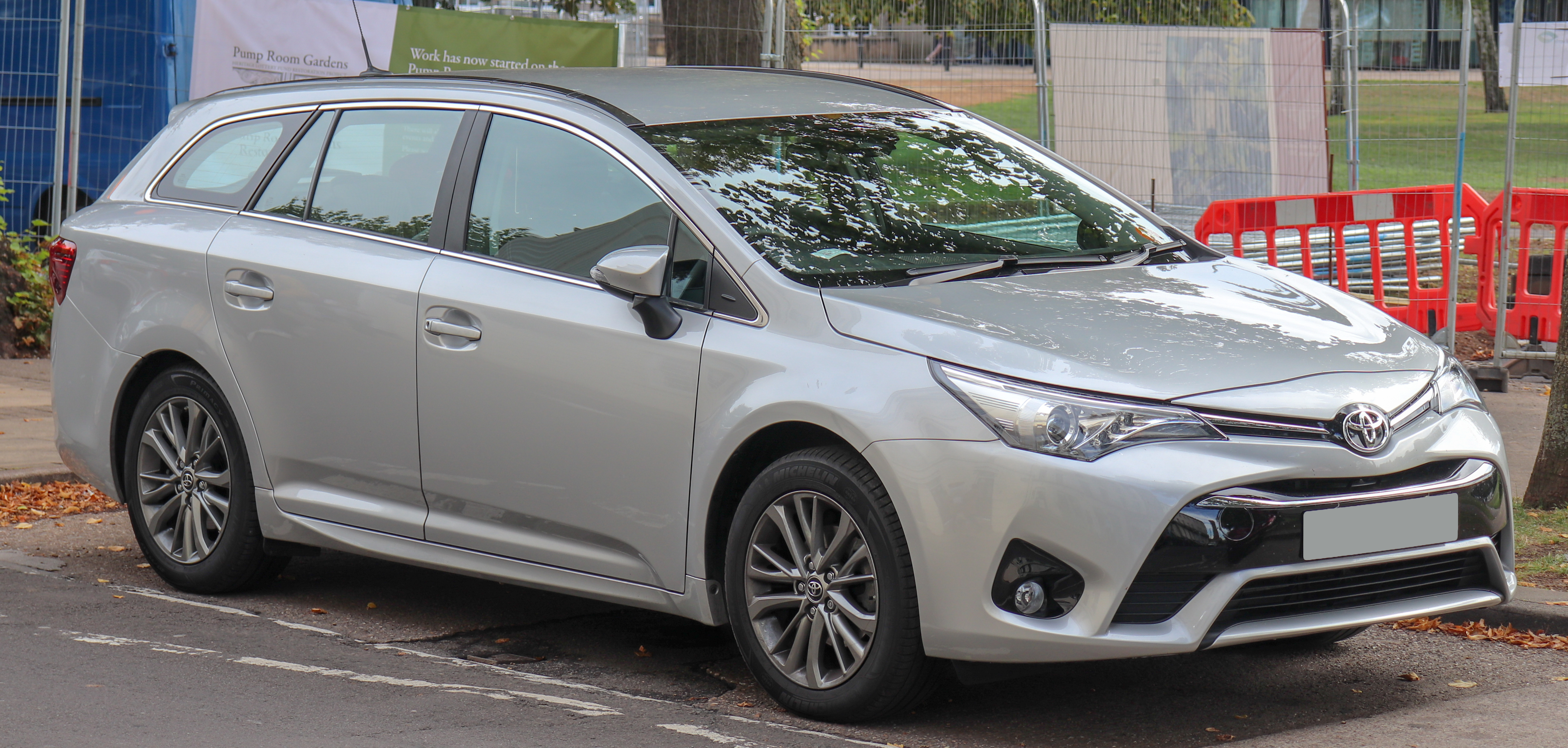
Toyota Avensis III po drugim liftingu

Toyota Avensis III została po raz pierwszy oficjalnie zaprezentowana podczas targów motoryzacyjnych w Paryżu w 2008 roku.
We wrześniu 2011 roku podczas targów motoryzacyjnych we Frankfurcie zaprezentowana została wersja po pierwszym face liftingu. Pojazd wyróżnia się zmodyfikowanym pasem przednim pojazdu, który otrzymał nowy wzór atrapy chłodnicy oraz reflektorów przednich i lamp tylnych. We wnętrzu pojazdu pojawił się nowy system multimedialny „Toyota Touch".
W 2015 roku podczas targów motoryzacyjnych w Genewie zaprezentowana została wersja po drugim liftingu. Gruntownie zmodernizowane auto zaprojektowane zostało we francuskim studiu projektowym ED2. Badania rozwojowe nad pojazdem prowadzone były w Belgii. W stosunku do wersji przed liftingiem pojazd został wydłużony. Pas przedni pojazdu, w którym wykorzystane zostały nowe reflektory przednie i tylne wykonane w technologii LED, przypomina stylistycznie inne modele marki. Przy okazji liftingu przeprojektowane zostało wnętrze pojazdu, a listę wyposażenia standardowego wzbogacono o tempomat z ogranicznikiem prędkości, światła do jazdy dziennej wykonane w technologii LED, system Bluetooth, klimatyzację oraz radio CD z wejściem USB.

### Wersje wyposażeniowe
2009 - 2011
- Luna
- Sol
- Sol Plus
- Premium (w 2011)
- 2010 (w 2010)
- Prestige

2012 - 2015
- Active
- Premium
- Prestige

2015 - 2018
- Active
- Sprint (w 2016)
- Premium
- Selection (od 2017)
- Prestige

### Dane techniczne
| Silnik                | Pojemność skokowa [cm³] | Typ silnika        | Kod silnika        | Liczba cylindrów /zaworów | Moc maksymalna [KM] (KW) przy obr./min | Maks. moment obrotowy [Nm] przy obr./min | Przyśpieszenie 0-100 km/h [s] | Prędkość maksymalna [km/h] | Lata produkcji     |
| Silniki benzynowe:    | Silniki benzynowe:      | Silniki benzynowe: | Silniki benzynowe: | Silniki benzynowe:        | Silniki benzynowe:                     | Silniki benzynowe:                       | Silniki benzynowe:            | Silniki benzynowe:         | Silniki benzynowe: |
| --------------------- | ----------------------- | ------------------ | ------------------ | ------------------------- | -------------------------------------- | ---------------------------------------- | ----------------------------- | -------------------------- | ------------------ |
| 1.6 Valvematic        | 1598                    | R4                 | 1ZR-FAE            | 4/16                      | 132 (97)/ 6400                         | 160/ 4400                                | 10,4                          | 200                        | 12.2008 - 04.2018  |
| 1.8 Valvematic        | 1798                    | R4                 | 2ZR-FAE            | 4/16                      | 147 (108)/ 6400                        | 180/ 4400                                | 9,4                           | 200                        | 12.2008 - 04.2018  |
| 2.0 Valvematic        | 1987                    | R4                 | 3ZR-FAE            | 4/16                      | 152 (112)/ 6200                        | 196/ 4000                                | 9,0                           | 205                        | 12.2008 - 04.2018  |
| Silniki wysokoprężne: |                         |                    |                    |                           |                                        |                                          |                               |                            |                    |
| 1.6 D-4D              | 1598                    | R4                 | 1WW                | 4/16                      | 112 (82)/ 4000                         | 270/ 1750 - 2250                         | 11,4                          | 180                        | 04.2015 – 04.2018  |
| 2.0 D-4D              | 1998                    | R4                 | 1AD-FTV            | 4/16                      | 124 (91)/ 3600                         | 310/ 1600 - 2400                         | 9,8                           | 200                        | 12.2011 – 04.2015  |
| 2.0 D-4D              | 1998                    | R4                 | 1AD-FTV            | 4/16                      | 126 (93)/ 3600                         | 310/ 1800 - 2400                         | 9,7                           | 200                        | 12.2008 – 12.2011  |
| 2.0 D-4D              | 1995                    | R4                 | 2WW                | 4/16                      | 143 (105)/ 4000                        | 320/ 1750 - 2250                         | 9,5                           | 200                        | 04.2015 – 04.2018  |
| 2.2 D-4D              | 2231                    | R4                 | 2AD-FTV            | 4/16                      | 150 (110)/ 3600                        | 340/ 2000 - 2800                         | 8,9                           | 210                        | 12.2008 – 03.2015  |
| 2.2 D-CAT             | 2231                    | R4                 | 2AD-FHV            | 4/16                      | 177 (130)/ 3600                        | 400/ 2000 - 2800                         | 8,5                           | 220                        | 12.2008 – 03.2015  |